# Unión por la Esperanza
Unión por la Esperanza (UNES) fue una coalición de movimientos políticos de Ecuador en la que participaron varias agrupaciones políticas ecuatorianas del centro a la izquierda, siendo oficial en Registro de Organizaciones Políticas del Consejo Nacional Electoral solamente el Movimiento Centro Democrático (CD) y el Movimiento Revolución Ciudadana (RC). La coalición fue establecida como un frente progresista para participar en las elecciones presidenciales y legislativas de 2021, junto a varias agrupaciones sociales y movimientos provinciales. Tras las elecciones, la alianza política formó la oposición al gobierno de Guillermo Lasso, principalmente a través de su bloque legislativo.
Para el 2022, el CD abandonó la coalición, por lo que en las elecciones seccionales de 2023, tanto la RC como el CD participaron por separado, marcando el final de la alianza. Sin embargo, la prensa siguió denominando al bloque parlamentario de la RC como la "bancada de UNES", hasta la «muerte cruzada» decretada por el gobierno de Guillermo Lasso, el 17 de mayo de 2023, la misma que disolvió el parlamento.

## Historia
En 2017, Lenín Moreno ganó las elecciones presidenciales de 2017 bajo el lema de la "Revolución Ciudadana", afirmando ser la continuidad del gobierno de Rafael Correa. Conforme Moreno ejerció la presidencia, se distanció de su antecesor.
El 7 de abril de 2020, la justicia ecuatoriana condena por cohecho en el Caso Sobornos 2012-2016 al líder del Movimiento Revolución Ciudadana, Rafael Correa, quien es condenado a 8 años de prisión y a 25 años sin ejercer algún cargo público, imposibilitando su candidatura a la presidencia. Así mismo, el Consejo Nacional Electoral resuelve sobre la eliminación del registro electoral al Movimiento Fuerza Compromiso Social (movimiento en el que participaba la Revolución Ciudadana) debido un informe emitido por la Contraloría General del Estado que alertaba sobre "irregularidades con las firmas de sus adherentes", poniendo en riesgo su participación en las elecciones presidenciales de 2021.
Con el partido original alejándose de su fundador, y el Movimiento Fuerza Compromiso Social impedido de participar, en agosto de 2020 se impulsa la formación de la plataforma Unión por la Esperanza junto al Movimiento Centro Democrático del exprefecto del Guayas, Jimmy Jairala. Dicha plataforma lograría anunciar semanas después la precandidatura de Andrés Arauz para la presidencia de la República y en primera instancia con Rafael Correa como su binomio para la vicepresidencia. Sin embargo, su aceptación a la precandidatura fue rechazada por el Consejo Nacional Electoral al ser un trámite personal, presencial e indelegable, al encontrarse Correa residenciado en Bélgica. Siendo reemplazado por Carlos Rabascall para candidato a vicepresidente.
Al final, el CNE levantó la suspensión al registro de Fuerza Compromiso Social y ambos movimientos pudieron participar juntos en la papeleta electoral, con Pierina Correa, hermana del expresidente, encabezando la lista de asambleístas nacionales. Otras figuras de la Revolución Ciudadana como Sofía Espín, Marcela Holguín, Pabel Muñoz, Amapola Naranjo, Verónica Arias, Ronny Aleaga, entre otros, buscaron la reelección en los comicios de 2021.
En primera vuelta de las elecciones presidenciales, celebrada el 7 de febrero de 2021, el candidato de la coalición, Andrés Arauz fue el más votado con el 32,72 % de los votos, asimismo en las elecciones legislativas quedó en primer lugar, con el 32,21% de votos, con los que obtuvieron 49 escaños. No obstante, en el balotaje presidencial, la coalición fue derrotada por la alianza entre el Movimiento CREO y el Partido Social Cristiano, por lo que Guillermo Lasso fue electo presidente, asumiendo el cargo el 24 de mayo de 2021.
Tras la posesión del nuevo período legislativo, los asambleístas electos por UNES, pasaron a formar el bloque legislativo homónimo, con el que intentaron conformar una alianza de izquierda con Pachakutik y la Izquierda Democrática, para la elección de las  autoridades legislativas y seguir una línea política en oposición al gobierno de Guillermo Lasso, pero tanto Pachakutik como la Izquierda Democrática, se negaron a formar parte de una alianza con UNES. Luego de ello, acordaron con la alianza de gobierno PSC-CREO para las elecciones de autoridades de la Asamblea Nacional; sin embargo, el Movimiento CREO, había realizado otro pacto con Pachakutik, la Izquierda Democrática, y partidos políticos con menor representación, en el que Pachakutik obtenía la presidencia legislativa. Desde entonces UNES es la mayor fuerza política de oposición al gobierno de Lasso, reflejándose esto principalmente en la Asamblea Nacional del Ecuador.

## Integrantes
| Organización | Organización                                                               | Siglas | Tipo                         | Representante       |
| ------------ | -------------------------------------------------------------------------- | ------ | ---------------------------- | ------------------- |
|              | Movimiento Revolución Ciudadana                                            | RC     | Movimiento político nacional | Marcela Aguiñaga    |
|              | Foro Permanente de Mujeres Ecuatorianas                                    | FNPME  | Organización social          | Wendy Ruiz          |
|              | Confederación de Pueblos y Organizaciones Indígenas Campesinas del Ecuador | FEI    | Organización social          | Wilman Sarango      |
|              | Coalición Nacional por la Patria                                           | CNP    | Movimiento social            | Eduardo Franco Loor |
|              | Frente Patriótico Nacional                                                 | FPN    | Movimiento social            | Fernando Yépez      |

### Integrantes Retirados
| Organización | Organización                  | Siglas   | Tipo                              | Representante       |
| ------------ | ----------------------------- | -------- | --------------------------------- | ------------------- |
|              | Movimiento Centro Democrático | CD       | Movimiento político nacional      | Enrique Menoscal    |
|              | Colectivo Ciudadano SurGente  | SURGENTE | Movimiento político no registrado | Leonardo Berrezueta |
|              | Fuerza Rural y Productiva     | FRP      | Movimiento político no registrado | Bolívar Armijos     |

## Resultados electorales

### Elecciones presidenciales
| Año  | Lista | Logo | Partido / Movimiento                                                   | Candidatos | Candidatos   | Candidatos     | Candidatos       | 1.ª vuelta | 1.ª vuelta | 2.ª vuelta | 2.ª vuelta | Resultados |
| Año  | Lista | Logo | Partido / Movimiento                                                   | Presidente | Presidente   | Vicepresidente | Vicepresidente   | Votos      | %          | Votos      | %          | Resultados |
| ---- | ----- | ---- | ---------------------------------------------------------------------- | ---------- | ------------ | -------------- | ---------------- | ---------- | ---------- | ---------- | ---------- | ---------- |
| 2021 | 1 5   |      | Movimiento Centro Democrático En alianza con: Fuerza Compromiso Social |            | Andrés Arauz |                | Carlos Rabascall | 3.033.791  | 32,72%     | 4.236.515  | 47,64%     | 2.º        |

### Elecciones legislativas
| Año  | Lista | Logo | Partido / Movimiento                                                   | Cabeza de lista | Cabeza de lista | Votos     | %      | Escaños | Resultados                                                 |
| ---- | ----- | ---- | ---------------------------------------------------------------------- | --------------- | --------------- | --------- | ------ | ------- | ---------------------------------------------------------- |
| 2021 | 1 5   |      | Movimiento Centro Democrático En alianza con: Fuerza Compromiso Social |                 | Pierina Correa  | 2,584,579 | 32,21% | 49/137  | Primera fuerza política para el Cuarto período legislativo |